# Perša Liha 2005-2006
La Perša Liha 2005-2006 è stata la 15ª edizione della seconda serie del campionato ucraino di calcio. La stagione è iniziata il 31 luglio 2005 ed è terminata il 23 giugno 2006.

## Stagione

### Novità
Al termine della passata stagione, sono salite in Vyšča Liha Stal' Alčevs'k e Arsenal Charkiv. Sono retrocesse in Druha Liha Nafkom Brovary, Mykolaïv e Polіssja Žytomyr. Sono salite dalla Druha Liha Enerhetyk Burštyn, Krymteplycja ed Helios Charkiv.
Dalla Vyšča Liha 2004-2005 sono retrocessi Obolon' e Borysfen.
Il Nyva Vinnycja si è ritirato poco prima l'inizio del campionato. Al suo posto è stato ammesso il Beršad.

### Formula
Le diciotto squadre si affrontano due volte, per un totale di trentaquattro giornate. Le prime due classificate vengono promosse in Vyšča Liha.
Le ultime due classificate retrocedono in Druha Liha.

## Classifica finale
|  | Pos. | Squadra                       | Pt | G  | V  | N  | P  | GF | GS | DR  |
|  | ---- | ----------------------------- | -- | -- | -- | -- | -- | -- | -- | --- |
|  | 1.   | Zorja                         | 87 | 34 | 27 | 6  | 1  | 73 | 14 | +59 |
|  | 2.   | Karpaty                       | 83 | 34 | 26 | 5  | 3  | 53 | 14 | +39 |
|  | 3.   | Obolon'                       | 72 | 34 | 22 | 6  | 6  | 51 | 19 | +32 |
|  | 4.   | Naftovyk-Ukrnafta             | 58 | 34 | 17 | 7  | 10 | 50 | 35 | +15 |
|  | 5.   | Dinamo-2 Kiev                 | 52 | 34 | 15 | 7  | 12 | 51 | 36 | +15 |
|  | 6.   | Hazovyk-Skala Stryj           | 52 | 34 | 14 | 10 | 10 | 35 | 33 | +2  |
|  | 7.   | Podillja                      | 50 | 34 | 14 | 7  | 13 | 39 | 37 | +2  |
|  | 8.   | Stal' Dniprodzeržyns'k        | 48 | 34 | 13 | 9  | 12 | 34 | 29 | +5  |
|  | 9.   | Krymteplycja                  | 47 | 34 | 12 | 11 | 11 | 35 | 34 | +1  |
|  | 10.  | Spartak Ivano-Frankivs'k      | 45 | 34 | 10 | 15 | 9  | 33 | 31 | +2  |
|  | 11.  | Šachtar-2                     | 44 | 34 | 12 | 8  | 14 | 37 | 42 | -5  |
|  | 12.  | Helios Charkiv                | 44 | 34 | 12 | 8  | 14 | 26 | 35 | -9  |
|  | 13.  | Dinamo-IhroServis Sinferopoli | 38 | 34 | 10 | 8  | 16 | 40 | 51 | -11 |
|  | 14.  | Enerhetyk Burštyn             | 36 | 34 | 8  | 12 | 14 | 31 | 44 | -13 |
|  | 15.  | CSKA Kiev                     | 32 | 34 | 8  | 8  | 18 | 25 | 52 | -17 |
|  | 16.  | Borysfen                      | 23 | 34 | 3  | 14 | 17 | 23 | 46 | -23 |
|  | 17.  | Spartak Sumy                  | 20 | 34 | 5  | 5  | 24 | 28 | 68 | -40 |
|  | 18.  | Beršad                        | 13 | 34 | 3  | 4  | 27 | 14 | 60 | -46 |

Legenda:
      Promossa in Vyšča Liha 2006-2007
      Retrocessa in Druha Liha 2006-2007
      Esclusa a campionato in corso.
Note:
Tre punti a vittoria, uno a pareggio, zero a sconfitta.